# Central nuclear de Caorso
La Central nuclear de Caorso (en italiano: Centrale elettronucleare Caorso)  era una planta de energía nuclear en Caorso en Italia. Poseía una único reactor PWR con una producción eléctrica neta de 860 MW, utilizaba uranio poco enriquecido como combustible, fue moderada y refrigerado por agua ligera. Funcionó desde 1978 hasta 1990, cuando fue cerrado tras el referéndum de noviembre de 1987 fue, por mucho, la más moderna y en cuanto a su tamaño la planta de energía nuclear más grande y de más capacidad que funcionó en Italia.